# Férfi 2000 méteres akadályfutás a 2013. évi nyári európai ifjúsági olimpiai fesztiválon
A 2013. évi nyári európai ifjúsági olimpiai fesztiválon az atlétikai versenyszámok közül a férfi 2000 méteres akadályfutást július 15.-én rendezték Utrechtben.

## Döntő
| H     | Név                          | Nemzet        | E       | Mj |
| ----- | ---------------------------- | ------------- | ------- | -- |
| Arany | Alexis Rodriguez Coronado    | Spanyolország | 5:57.58 |    |
| Ezüst | Anthony Pontier              | Franciaország | 6:00.67 |    |
| Bronz | Maksym Pasievin              | Ukrajna       | 6:02.98 |    |
| 4.    | Oguzhan Ulger                | Törökország   | 6:07.71 |    |
| 5.    | Marc Bill                    | Svájc         | 6:08.56 |    |
| 6.    | Themistoklis Evangelos Milas | Görögország   | 6:09.08 |    |
| 7.    | Ivo Balabanov                | Bulgária      | 6:10.92 |    |
| 8.    | Ruslan Rakhmanov             | Oroszország   | 6:13.43 |    |
| 9.    | Simone Bernardi              | Olaszország   | 6:20.01 |    |
| 10.   | Szántó Bence                 | Magyarország  | 6:22.08 |    |
| 11.   | Maximilian Fridrich          | Ausztria      | 6:24.41 |    |